# КР-860
КР-860 «Крылья России» — проект двухпалубного широкофюзеляжного самолёта ОКБ Сухого. Разрабатывался в пассажирском и грузопассажирском варианте. Самолёт предназначался для скоростных перелётов на межконтинентальных и трансконтинентальных авиалиниях. Самолёт должен был развивать скорость 1000 км/ч

## История
Разработка пассажирского лайнера сверхбольшой вместимости была начата в ОКБ Сухого в рамках конверсионной программы в начале 1990-х годов. Проектирование КР-860 «Крылья России» началось в 1997 году. Главным конструктором проекта был А.Х. Каримов. КР-860 должен был стать самым большим самолётом в мире, больше чем Ан-225 «Мрия». Для сравнения АН-225 имеет взлётный вес 600 т, а КР-860, рассчитанный на перевозку 860-1000 пассажиров — 650 т.
На внутрироссийском рынке нет маршрутов, на котором был бы востребован такой самолёт, поэтому машину разрабатывали сразу с прицелом на экспорт, в первую очередь в азиатские страны. В России предполагалось использовать в основном транспортные модификации самолёта, в этом случае стоимость перевозки грузов лишь ненамного должна была превышать транспортировку по железной дороге, зато был выигрыш по срокам доставки. Прорабатывался вариант воздушного танкера для перевозки углеводородов.
Самолёт был впервые представлен на авиасалоне «Ле Бурже-99» в виде макета в масштабе 1:24. Самолёт имел размах крыльев 88 метров, что приводило к проблемам по совместимости с большинством аэропортов мира. Однако крылья на самолёте были спроектированы складными, как у палубных самолётов, в результате их размах не превышал 64 метра. Из-за большой высоты самолёта невозможно было использовать стандартные аэродромные трапы, поэтому самолёт был снабжён собственными встроенными трапами.
В принятой в конце 2012 года государственной программе «Развитие авиационной промышленности на 2013—2025 годы» упоминания о проекте отсутствуют.
Учитывая отказ мирового авиационного рынка начала XXI века от сверхбольших четырёхмоторных самолётов проект КР-860 в случае реализации принёс бы значительные убытки (как это вышло с Airbus A380), поэтому его закрытие расценивается как правильное.

## Особенности конструкции
Самолёт выполнен по нормальной аэродинамической схеме со стреловидным низкорасположенным крылом. В ходе разработки использовались последние достижения аэродинамики, автоматики и конструкционных материалов. Аэродинамика самолёта разрабатывалась совместно с ЦАГИ. Удалось достигнуть высокое крейсерское аэродинамическое качество — 19,5.
Крыло — со складывающимися консолями, что позволяет значительно уменьшить стояночные габариты самолёта. В результате КР-860 будет занимать на земле не больше площади, чем меньший по размерам Боинг-747.
Шасси многоопорное, убирающееся. КР-860 должен базироваться на аэродромах первого класса.
Силовая установка — четыре турбореактивных двухконтурных двигателя (ТРДД) CF6-80E1 фирмы «Дженерал Электрик». Также рассмотрены варианты силовой установки, состоящей из четырёх «спарок» отечественных двигателей ПС-90 или НК-93. Предполагалось, что более дешёвая, но более тяжёлая, восьмидвигательная силовая установка, появится на грузовых вариантах КР-860, ориентированных на внутрироссийские перевозки. Для варианта самолёта, предназначенного для перевозки сжиженного газа, оптимальным представляется оснащение его двигателями, работающими на перевозимом газе.
Салон — размещение пассажиров осуществляется в салонах трёх классов на двух палубах. Для посадки и высадки пассажиров самолёт имеет встроенные опускающиеся трапы.
В грузовом варианте КР-860 имеет кормовую аппарель и носовую часть фюзеляжа, которая может подниматься.
Пилотажно-навигационный комплекс — цифровая многократно резервированная электродистанционная система управления (ЭДСУ), позволила сократить лётный экипаж самолёта до двух человек

## Проектные лётно-тактические данные пассажирского варианта
- Размах крыла — 88 м
- Размах крыла со сложенными консолями — 64 м
- Длина — 80 м
- Площадь крыла — 700 м²
- Максимальная взлётная масса — 620—650 тонн
- Максимальная полезная нагрузка — 300 тонн
- Пассажировместимость — 860 чел
- Крейсерская скорость — 1000 км/ч
- Практическая дальность — 12−15 тыс. км
- Аэродинамическое качество — 19,5